# Ovčáry (Kolín)
Ovčáry é uma comuna checa localizada na região da Boêmia Central, distrito de Kolín.